# NGC 5893
NGC 5893 este o galaxie spirală situată în constelația Boarul. A fost descoperită în 9 aprilie 1787 de către William Herschel. Se află la o distanță de 79,93 de megaparseci de Pământ.